# Melinoides saeta
Melinoides saeta är en fjärilsart som beskrevs av Paul Dognin 1893. Melinoides saeta ingår i släktet Melinoides och familjen mätare. Inga underarter finns listade i Catalogue of Life.